# Dioctria cretensis
Dioctria cretensis är en tvåvingeart som beskrevs av Becker 1923. Dioctria cretensis ingår i släktet Dioctria och familjen rovflugor. Inga underarter finns listade i Catalogue of Life.